# Formamida
Formamida é a amida derivada do ácido fórmico. É um líquido incolor e miscível com água. A formamida, sendo uma matéria prima da indúistria química é utilizada na produção de sulfonamidas, pesticidas e cianeto de hidrogênio. Também pode ser um solvente polar prótico, tendo sido usada como solvente para resinas e plastificantes.

## Produção

### No passado
Antigamente, a formamida era produzida em 2 passos:
1. Produção de formato de amônio O ácido fórmico era reagido com amônia para a formação do sal.

{\displaystyle {\ce {HCOOH + NH3 -> HCOONH4}}}
Alternativamente, o formato de amônio poderia ser produzido da reação entre ácido fórmico e hidróxido de amônio, resultando no formato de amônio e água.
{\displaystyle {\ce {HCOOH + NH4OH -> HCOONH4 + H2O}}}
2. Decomposição térmica do formato de amônio
{\displaystyle {\ce {HCOONH4 ->[{Δ}] HCOONH2 + H2O}}}
A formamida também pode ser produzida pela amonólise do formato de etila.

### Nas indústrias modernas
Industrialmente, a formamida é produzida pela carbonilação da amônia.
{\displaystyle {\ce {NH3 + CO -> HCONH2}}}

## Propriedades químicas

### Reações

#### Decomposição
A formamida, quando aquecida a 180 graus Celcius, se decompõe em monóxido de carbono e amônia. Traços de HCN e água podem ser observados na mistura de gases produzida a partir de tal reação.
{\displaystyle {\ce {HCONH2 ->[{Δ}] CO + NH3}}}

#### Reação de Leukart
A formamida pode substituir o formato de amônio na primeira etapa da reação de Leukart. Quando utiliza-se a formamida, pode-se aquecer a reação acima de 165 graus Celcius. Esta reação é utilizada para produzir aminas a partir de cetonas ou aldeídos.

## Segurança
A formamida é toxica ao sistema reprodutor e irritante para a pele. Utilize jaleco, óculos de proteção e luvas quando manuseando formamida.

Ela reage violentamente com álcool furfurílico, peróxido de hidrogênio, nitrometano e pentóxido de fósforo.